# Araneus albotriangulus
Espèce
Synonymes
- Epeira albotriangulus Keyserling, 1887

Araneus albotriangulus est une espèce d'araignées aranéomorphes de la famille des Araneidae.

## Distribution
Cette espèce est endémique d'Australie. Elle se rencontre en Nouvelle-Galles du Sud et au Queensland.

## Description

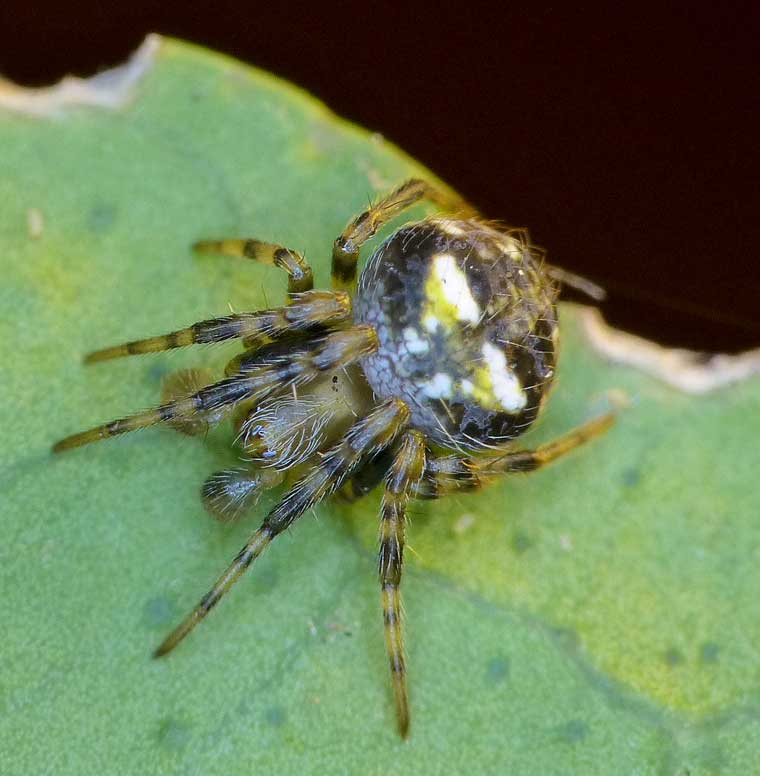
Araneus albotriangulus

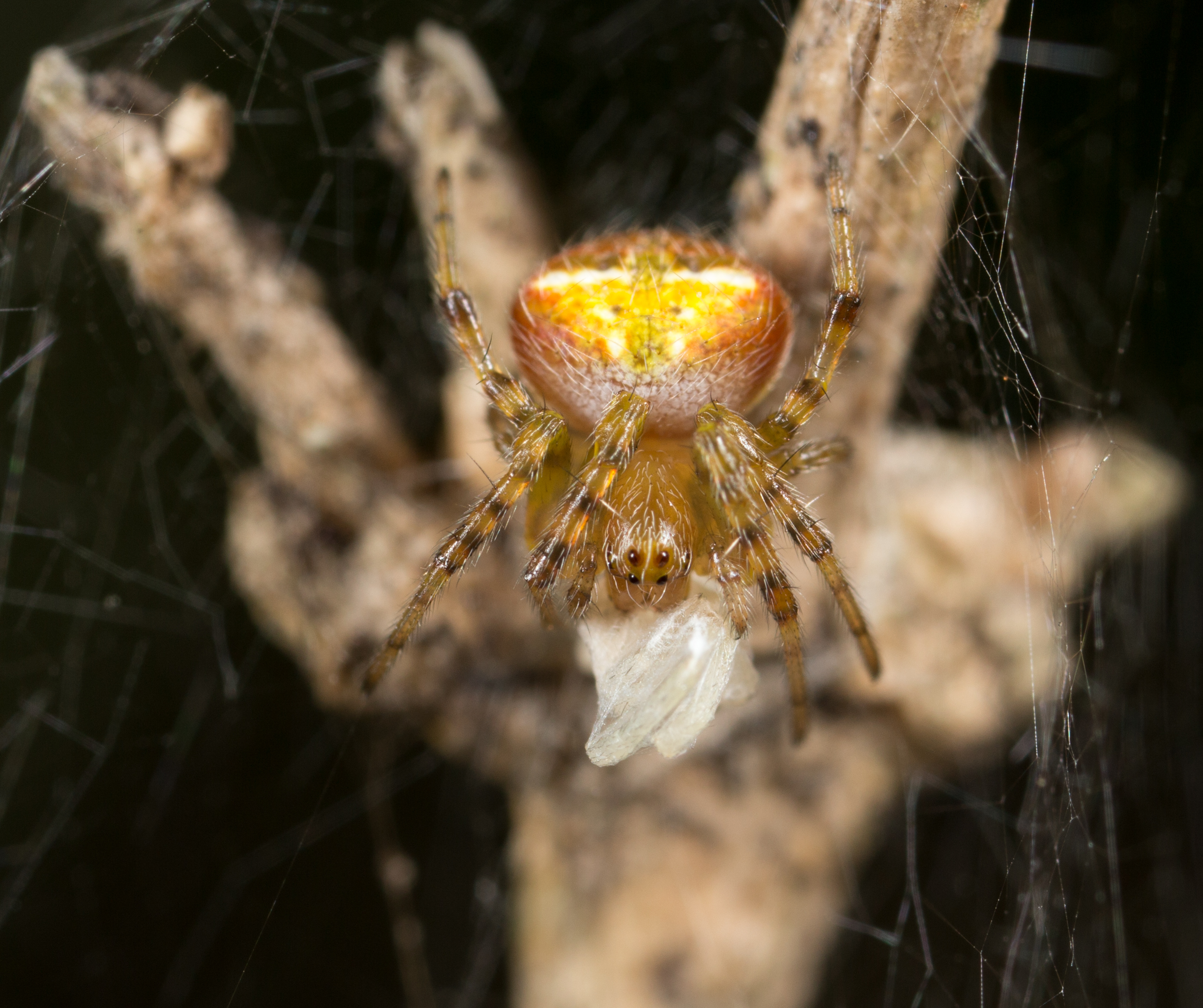
Araneus albotriangulus

Cette araignée mesure 4 mm de longueur pour la femelle et 2 mm pour le mâle. Elle présente à l'avant de l'abdomen de deux marques claires, colorées en jaune ou beige, en forme d'ailes ou de triangles rectangles à angles émoussés.

## Toile
Elle construit une petite toile irrégulière parmi les feuilles d'un buisson, généralement pas très loin du sol.

## Venin
Cette espèce peu agressive est trop petite pour représenter un danger pour l'humain.

## Publication originale
- Keyserling, 1887 : Die Arachniden Australiens. Nürnberg, vol. 2, p. 153-232 (texte intégral).